# Liste der Biografien/Kee
Liste der Biografien |
Portal Biografien |
Personensuche
# |
A |
B |
C |
D |
E |
F |
G |
H |
I |
J |
K |
L |
M |
N |
O |
P |
Q |
R |
S |
T |
U |
V |
W |
X |
Y |
Z |
?
 
Ka |
Kb |
Kc |
Kd |
Ke |
Kf |
Kg |
Kh |
Ki |
Kj |
Kl |
Km |
Kn |
Ko |
Kp |
Kr |
Ks |
Kt |
Ku |
Kv |
Kw |
Ky |
Kx |
Kz
 
Kea |
Keb |
Kec |
Ked |
Kee |
Kef |
Keg |
Keh |
Kei |
Kej |
Kek |
Kel |
Kem |
Ken |
Keo |
Kep |
Ker |
Kes |
Ket |
Keu |
Kev |
Kew |
Kex |
Key |
Kez
Die Liste der Biografien führt alle Personen auf, die in der deutschsprachigen Wikipedia einen Artikel haben. Dieses ist eine Teilliste mit 198 Einträgen von Personen, deren Namen mit den Buchstaben „Kee“ beginnt.

## Kee
- Kee, Cor (1900–1997), niederländischer Organist und Komponist
- Kee, Elizabeth (1895–1975), US-amerikanische Politikerin
- Kee, James (1917–1989), US-amerikanischer Politiker
- Kee, John (1874–1951), US-amerikanischer Politiker
- Kee, Piet (1927–2018), niederländischer Organist und Komponist
- Kee, Robert (1919–2013), britischer Fernsehmoderator, Dokumentarfilmer, Journalist und Autor

### Keeb
- Keeble, Curtis (1922–2008), britischer Diplomat
- Keeble, Edwin Augustus (1807–1868), US-amerikanischer Politiker
- Keeble, Ronald, britischer Radrennfahrer

### Keec
- Keech, Bruce (* 1966), australischer Radrennfahrer
- Keech, Ray (1900–1929), US-amerikanischer Rennfahrer, Sieger Indy 500, Inhaber Landgeschwindigkeitsrekord

### Keed
- Keedy (* 1965), US-amerikanische Sängerin

### Keef
- Keefe, Adam (* 1970), US-amerikanischer Basketballspieler
- Keefe, Frank Bateman (1887–1952), US-amerikanischer Politiker
- Keefe, Peter (1952–2010), US-amerikanischer Fernsehproduzent
- Keefe, Sheldon (* 1980), kanadischer Eishockeyspieler und -trainer
- Keefer, Don (1916–2014), US-amerikanischer Schauspieler
- Keefer, Erwin (* 1951), deutscher Prähistorischer Archäologe
- Keeffe, Barrie (1945–2019), britischer Schriftsteller, Drehbuch- und Hörspielautor
- Keeffe, Charlotte, britische Jazzmusikerin (Trompete)

### Keeg
- Keegan, Andrew (* 1979), US-amerikanischer Schauspieler und Produzent
- Keegan, Claire (* 1968), irische Schriftstellerin
- Keegan, Gillian (* 1968), britische Politikerin der Tories
- Keegan, Jimmy (* 1969), US-amerikanischer Schlagzeuger und Schauspieler
- Keegan, John (1934–2012), britischer Militärhistoriker und Journalist
- Keegan, Kevin (* 1951), englischer Fußballspieler und -trainerKevin Keegan (* 1951)

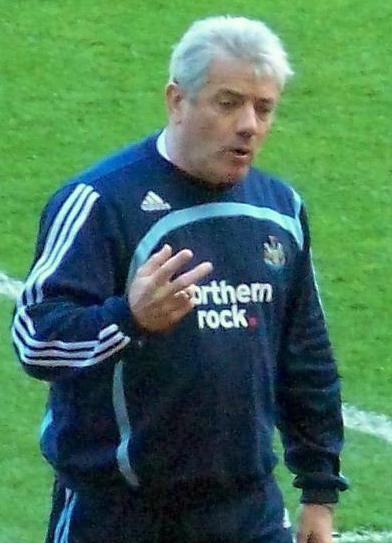
Kevin Keegan (* 1951)

- Keegan, Kourtney (* 1994), US-amerikanische Tennisspielerin
- Keegan, Marina (1989–2012), US-amerikanische Schriftstellerin und Journalistin
- Keegan, Michelle (* 1987), britisches Model und Schauspielerin
- Keegan, Olivia Rose (* 1999), US-amerikanische Schauspielerin und Sängerin
- Keegan, Patrick (1916–1990), englischer Präsident der Young Christian Workers (YCW)
- Keegan, Rupert (1955–2024), britischer Automobilrennfahrer
- Keegan, Seán (1930–2007), irischer Politiker

### Keel
- Keel, Adam (1924–2018), Schweizer Maler der Outsider Art
- Keel, Anna (1940–2010), deutsche Malerin
- Keel, Avo (* 1962), estnischer Beachvolleyballspieler
- Keel, Carl Eugen (1885–1961), Schweizer expressionistischer Holzschneider und Maler
- Keel, Daniel (1930–2011), Schweizer VerlegerDaniel Keel (1930–2011)

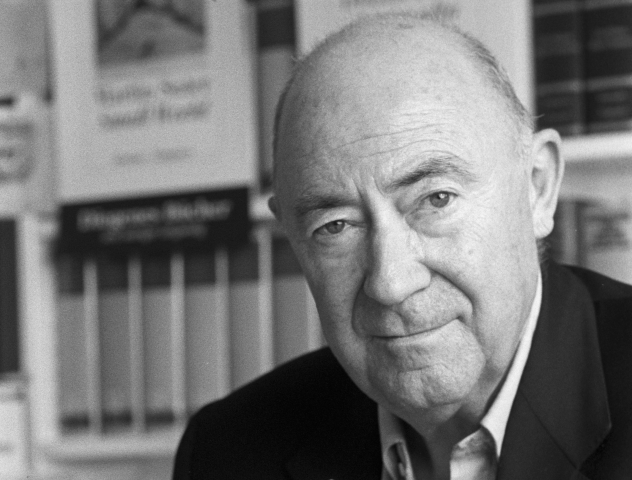
Daniel Keel (1930–2011)

- Keel, Howard (1919–2004), US-amerikanischer Schauspieler und Musical-Darsteller
- Keel, Johann Joseph (1837–1902), Schweizer Politiker
- Keel, John A. (1930–2009), US-amerikanischer Schriftsteller
- Keel, Marius (* 1969), Schweizer Chirurg, Traumatologe, Orthopäde
- Keel, Othmar (* 1937), katholischer Theologe, Bibel- und Religionswissenschaftler und Ägyptologe
- Keel, Philipp (* 1968), Schweizer Künstler und Verleger
- Keel, Ron (* 1961), US-amerikanischer Rocksänger
- Keel, Valentin (1874–1945), Schweizer Politiker
- Keelan, Kevin (* 1941), englischer Fußballspieler und -trainer
- Keele, Alan (* 1942), US-amerikanischer Germanist und Hochschullehrer
- Keeler, Christine (1942–2017), britisches Model und ShowgirlChristine Keeler (1942–2017)

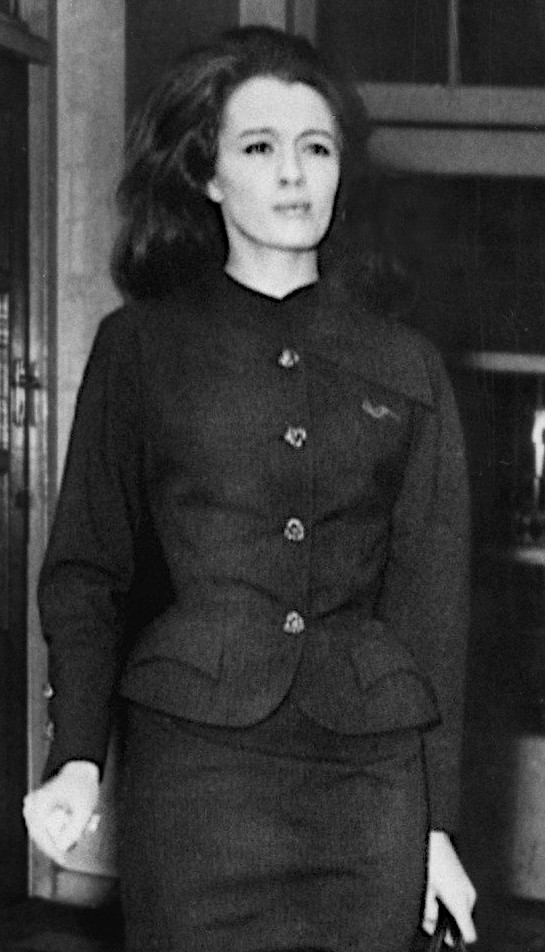
Christine Keeler (1942–2017)

- Keeler, Edwin O. (1846–1923), US-amerikanischer Politiker
- Keeler, James Edward (1857–1900), US-amerikanischer Astrophysiker
- Keeler, Kathryn (* 1956), US-amerikanische Ruderin
- Keeler, Ken (* 1961), US-amerikanischer Drehbuchautor und Fernsehproduzent
- Keeler, Ruby (1909–1993), US-amerikanische Schauspielerin und Tänzerin
- Keeler, William Henry (1931–2017), US-amerikanischer Geistlicher und römisch-katholischer Erzbischof von Baltimore
- Keeler, Willie (1872–1923), US-amerikanischer Baseballspieler in der Major League Baseball
- Keeley, Edmund (1928–2022), US-amerikanischer Neogräzist
- Keeley, Sam (* 1990), irischer Schauspieler
- Keeley, Yvonne (* 1952), niederländische Sängerin und Hörfunkmoderatorin
- Keeling, Charles David (1928–2005), US-amerikanischer Klimaforscher
- Keeling, Kevin, US-amerikanischer Schauspieler
- Keeling, Shaun (* 1987), südafrikanischer Ruderer
- Keeling, Walter Angus (1873–1945), US-amerikanischer Jurist und Politiker
- Keeling, William (1578–1620), britischer Schiffskapitän

### Keem
- Keemink, Wessel (* 1993), niederländischer Volleyballspieler

### Keen
- Keen, Alexander (* 1982), deutsches Model und Reality-TV-Teilnehmer
- Keen, Andrew (* 1960), britisch-US-amerikanischer Unternehmer, Autor und Internet-Kritiker
- Keen, Dafne (* 2005), britisch-spanische Schauspielerin und KinderdarstellerinDafne Keen (* 2005)

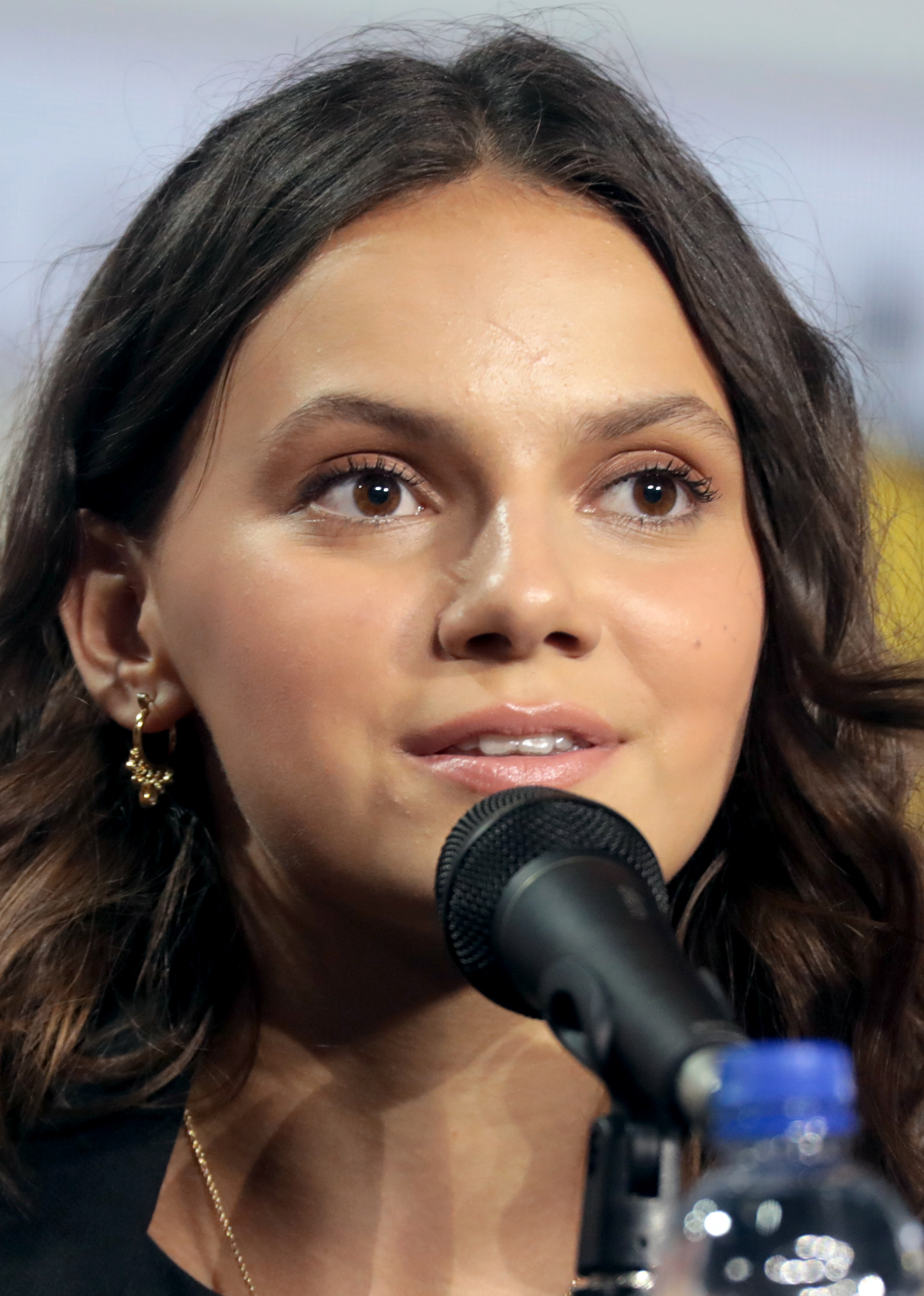
Dafne Keen (* 2005)

- Keen, Geoffrey (1916–2005), britischer Schauspieler
- Keen, Gerdie (* 1969), niederländische Tischtennisspielerin
- Keen, Gertrud (1915–2004), deutsche Antifaschistin und Widerstandskämpferin gegen den Nationalsozialismus
- Keen, Harold (1894–1973), britischer Ingenieur
- Keen, Jessica (1975–1991), US-amerikanisches Mordopfer
- Keen, Justin (* 1975), britischer Rennfahrer
- Keen, Ken, US-amerikanischer Offizier, stellvertretender Kommandeur von United States Southern Command
- Keen, Linda (* 1940), US-amerikanische Mathematikerin
- Keen, Malcolm (1887–1970), britischer Schauspieler
- Keen, Maurice (1933–2012), britischer Historiker
- Keen, Michael John (1935–1991), kanadischer Meeresgeologe
- Keen, Robert Earl (* 1956), US-amerikanischer Country-Musiker und Songwriter
- Keen, Ryan (* 1987), englischer Sänger, Songwriter und Gitarrist
- Keen, Steve (* 1953), australischer Ökonom, Professor für Volkswirtschaftslehre
- Keen, Thomas (* 2001), britischer Mittelstreckenläufer
- Keen, Trinko (* 1971), niederländischer Tischtennisspieler
- Keen, Will (* 1970), britischer Schauspieler
- Keena, Aidan (* 1999), irischer Fußballspieler
- Keena, Monica (* 1979), US-amerikanische SchauspielerinMonica Keena (* 1979)

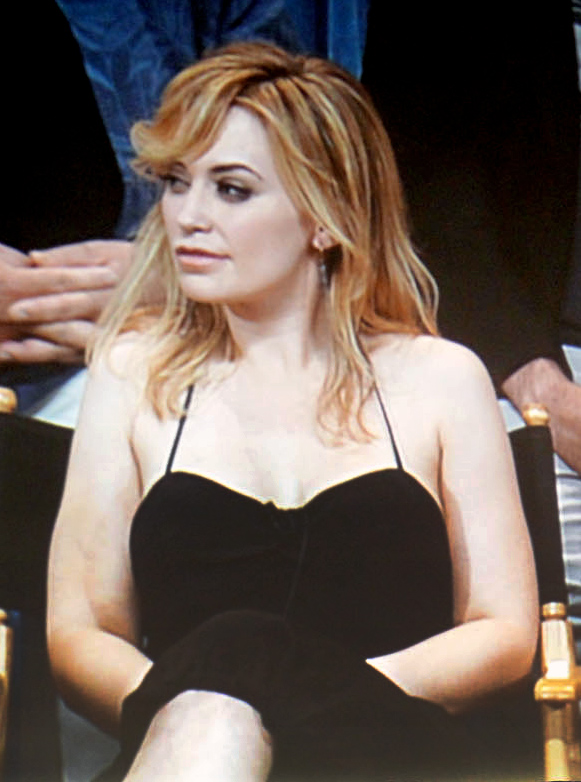
Monica Keena (* 1979)

- Keenan, Adam (* 1993), kanadischer Hammerwerfer
- Keenan, Bill (* 1957), kanadischer Freestyle-Skisportler
- Keenan, Bradley (* 1981), US-amerikanischer Volleyball- und Beachvolleyballspieler
- Keenan, Brian (1942–2008), britisches Mitglied des Armeerates der Provisional IRA
- Keenan, Brian (* 1950), britischer Schriftsteller
- Keenan, Glenn (* 1976), australisch-niederländischer Squashspieler
- Keenan, Hugo (* 1996), irischer Rugby-Union-Spieler
- Keenan, Joe (* 1982), englischer Fußballspieler
- Keenan, John (* 1964), schottischer Geistlicher, römisch-katholischer Bischof von Paisley
- Keenan, Joseph B. (1888–1954), US-amerikanischer Politiker
- Keenan, Louis Edward junior (1935–2015), US-amerikanischer Historiker und Hochschullehrer (Harvard University)
- Keenan, Margaret (* 1929), erster Patient mit vollständig getestetem Wirkstoff gegen das Coronavirus
- Keenan, Maynard James (* 1964), US-amerikanischer Sänger der Alternative/Heavy-Metal-Band ToolMaynard James Keenan (* 1964)

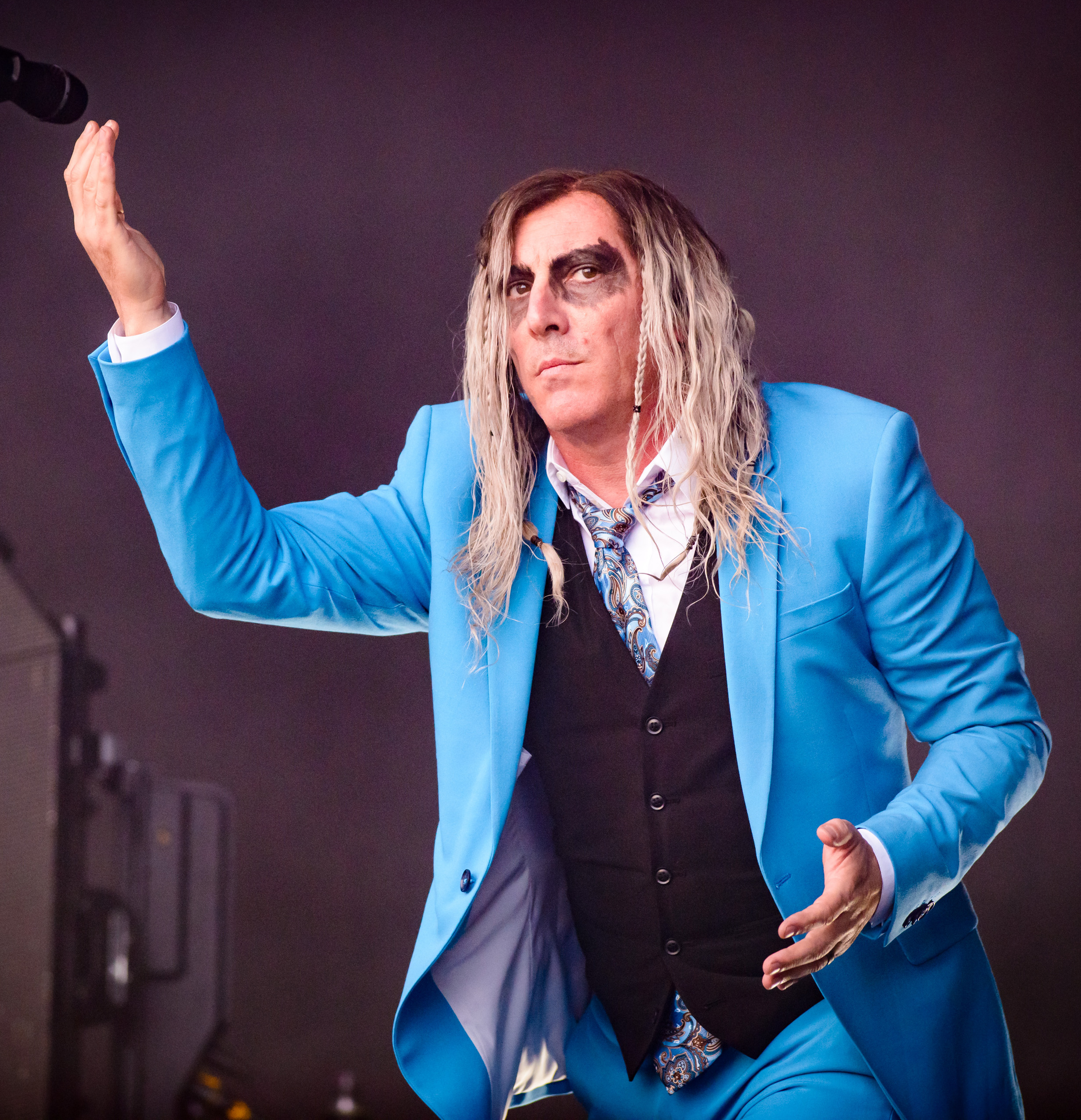
Maynard James Keenan (* 1964)

- Keenan, Mike (* 1949), kanadischer Eishockeyspieler und -trainer
- Keenan, Norman (1916–1980), US-amerikanischer Jazzmusiker
- Keenan, Paddy (* 1950), irischer Dudelsackspieler
- Keenan, Pepper (* 1967), US-amerikanischer Gitarrist und Sänger
- Keenan, Peter (1928–2000), britischer Boxer
- Keenan, Philip C. (1908–2000), US-amerikanischer Astronom
- Keenan, Sean (* 1993), australischer Schauspieler
- Keenan, Sinéad (* 1977), irische Schauspielerin
- Keene, Brian (* 1967), amerikanischer Schriftsteller
- Keene, Charles (1823–1891), britischer Illustrator
- Keene, Constance (1921–2005), US-amerikanische Pianistin und Musikpädagogin
- Keene, David (* 1945), US-amerikanischer politischer Aktivist und Lobbyist
- Keene, Day (1904–1969), amerikanischer Schriftsteller und Drehbuchautor
- Keene, Donald (1922–2019), US-amerikanischer Japanologe und Literaturwissenschaftler
- Keene, Foxhall (1867–1941), US-amerikanischer Pferdezüchter und Sportler
- Keene, Jaelyn (* 1995), US-amerikanische Volleyballspielerin
- Keene, James (* 1985), englischer Fußballspieler
- Keene, Mimi (* 1998), britische SchauspielerinMimi Keene (* 1998)
- Keene, Nelson, britischer Sänger

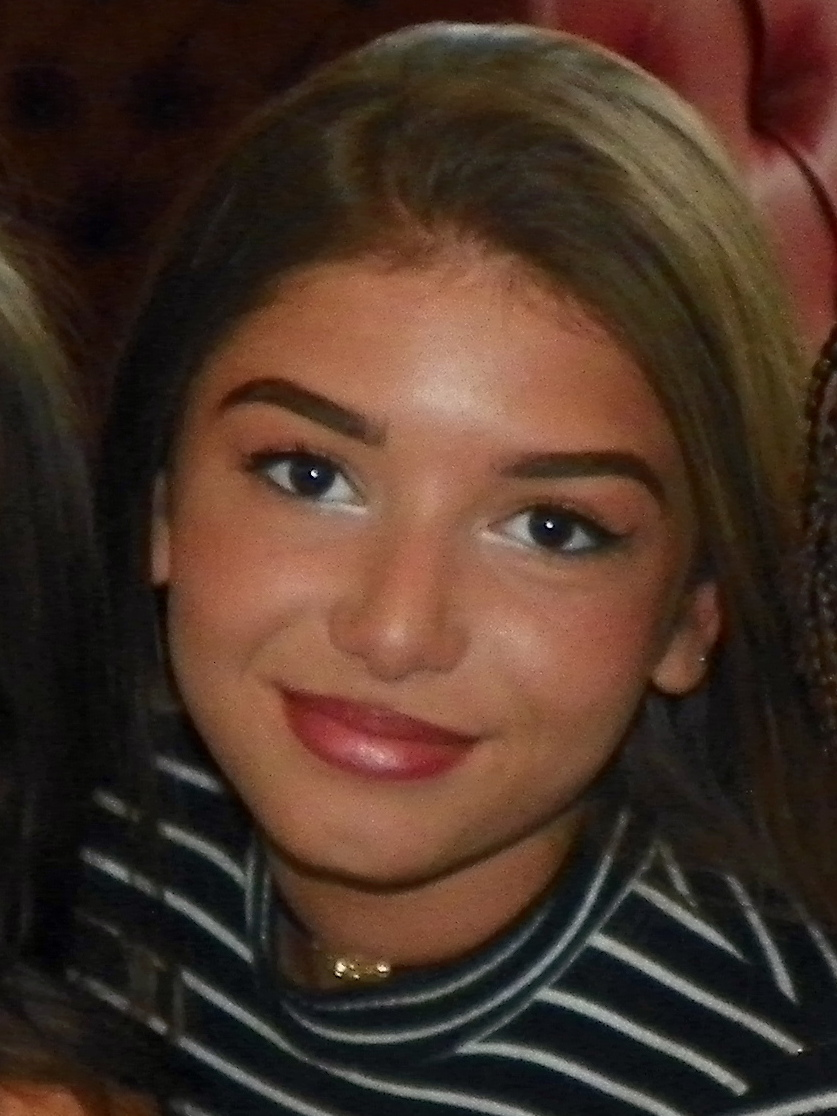
Mimi Keene (* 1998)

- Keene, Phillip P. (* 1966), US-amerikanischer Schauspieler
- Keene, Raymond (* 1948), englischer Schachmeister, Schachbuchautor und Schachjournalist
- Keene, Stephen, englischer Instrumentenbauer
- Keene, Steve (* 1957), US-amerikanischer Maler
- Keene, Tom (1896–1963), US-amerikanischer Schauspieler
- Keene, Tom (* 1943), kanadischer Musiker, Arrangeur und Musikproduzent
- Keener, Catherine (* 1959), US-amerikanische SchauspielerinCatherine Keener (* 1959)

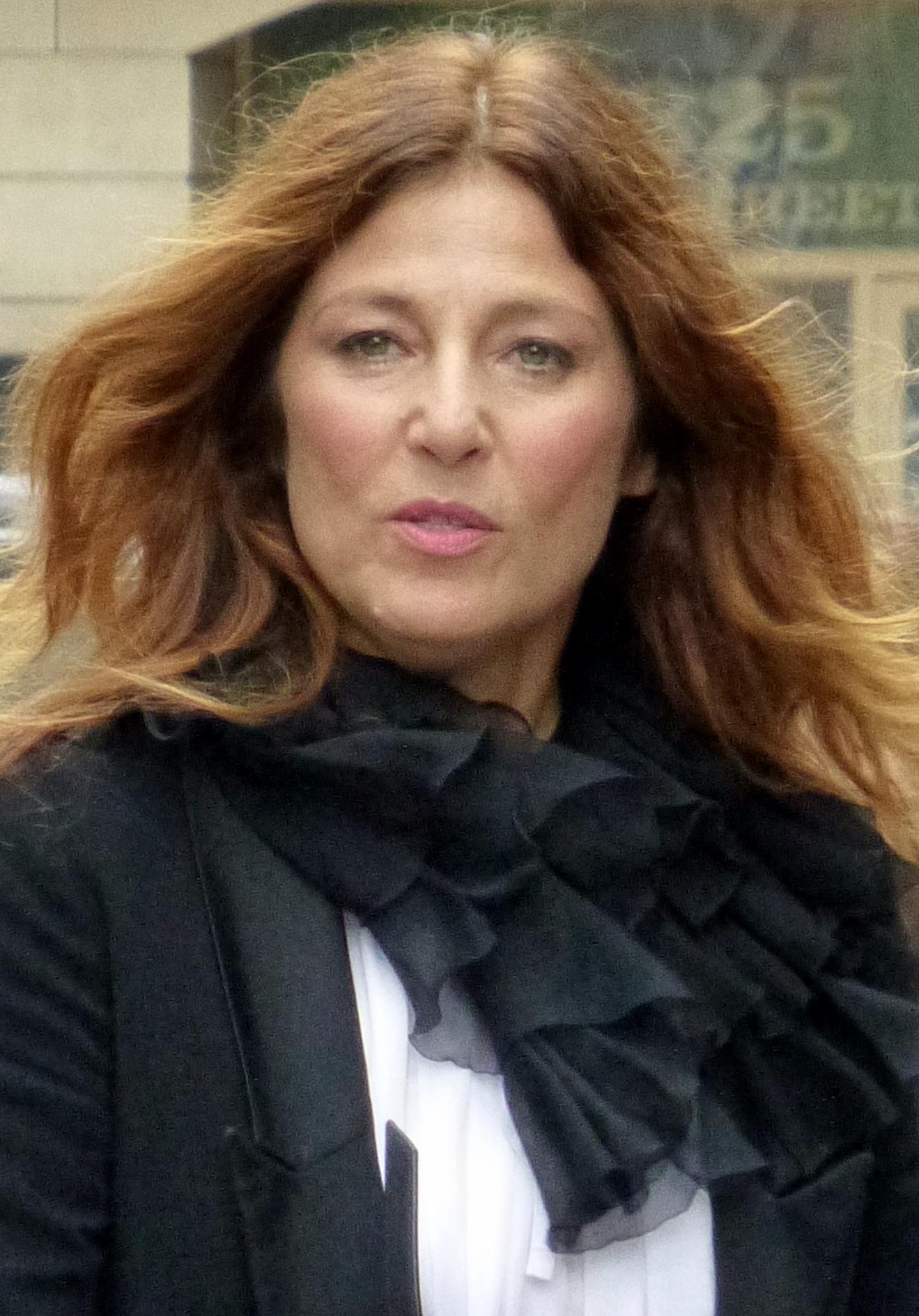
Catherine Keener (* 1959)

- Keener, Hazel (1904–1979), US-amerikanische Schauspielerin
- Keeney, Maddison (* 1996), australische Turmspringerin
- Keeney, Russell W. (1897–1958), US-amerikanischer Politiker
- Keenja, Charles (* 1940), tansanischer Politiker
- Keenlyside, Simon (* 1959), britischer Opernsänger der Stimmlage Bariton
- Keenum, Case (* 1988), US-amerikanischer American-Football-Spieler
- Keen’V (* 1983), französischer Musiker

### Keep
- Keep, John Leslie Howard (1926–2022), britisch-kanadischer Historiker
- Keep, Tiffany (* 2000), südafrikanische Radrennfahrerin
- Keeper, Joe (1886–1971), kanadischer Leichtathlet
- Keeper, Tina (* 1962), kanadische Schauspielerin, Politikerin und Sozialaktivistin
- Keeping, Frederick (1867–1950), britischer Radsportler, Olympiateilnehmer
- Keeping, Michael (1902–1984), englischer Fußballspieler und -trainer
- Keepnews, Orrin (1923–2015), amerikanischer Jazz-Produzent und Gründer der Labels Riverside, Milestone und Landmark
- Keeprath, Symphorian Thomas (1931–2015), indischer Ordensgeistlicher, Bischof von Jalandhar

### Keer
- Keer, Leon M. (1934–2021), US-amerikanischer Ingenieur
- Keeratikorn Nilmart (* 1992), thailändischer Fußballspieler
- Keeravani, M. M. (* 1961), indischer Filmkomponist, Sänger und Textdichter
- Keerdo, Paul (1891–1950), estnischer Schriftsteller und Politiker
- Keere, Pieter van den (1570–1630), Kupferstecher und Verleger
- Keerl, Heinz-Georg (1946–2011), deutscher Generalmajor
- Keerl, Inès (* 1965), deutsche Drehbuchautorin, Dramaturgin und Schriftstellerin
- Keerl, Johann Heinrich (1759–1810), deutscher Jurist und Schriftsteller
- Keers-Laseur, Elisabeth (1890–1997), niederländische nationalsozialistische Aktivistin
- Keery, Erin (* 1988), nordirische Badmintonspielerin
- Keery, Joe (* 1992), US-amerikanischer Schauspieler und MusikerJoe Keery (* 1992)

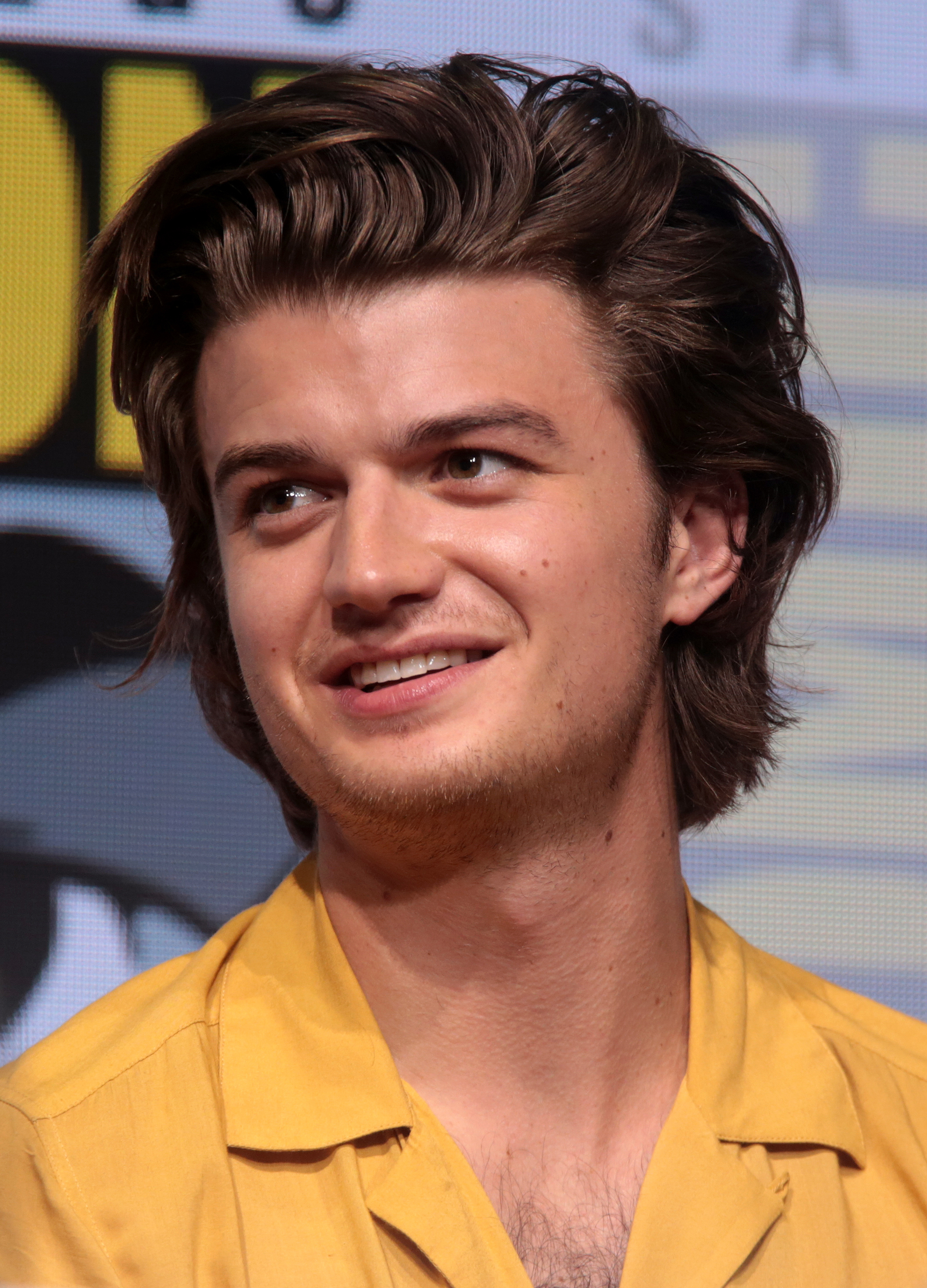
Joe Keery (* 1992)

### Kees
- Kees, Anna Maria (* 1622), deutsche Äbtissin
- Kees, Georg von (1822–1906), österreichischer General
- Kees, Hermann (1886–1964), deutscher Ägyptologe
- Kees, Jakob (* 1635), deutscher Domkapitular
- Kees, Johann Christoph (1786–1864), österreichischer Kaufmann
- Kees, Johann Friedrich (1812–1864), Mitglied der kurhessischen Ständeversammlung
- Kees, Johann Jakob (1645–1705), sächsischer Oberpostmeister
- Kees, Peter (* 1965), deutscher Konzeptkünstler
- Kees, Sari (* 2001), belgische Fußballspielerin
- Keese, Alexander (* 1977), deutscher Historiker und Afrikanist
- Keese, Christoph (* 1964), deutscher JournalistChristoph Keese (* 1964)

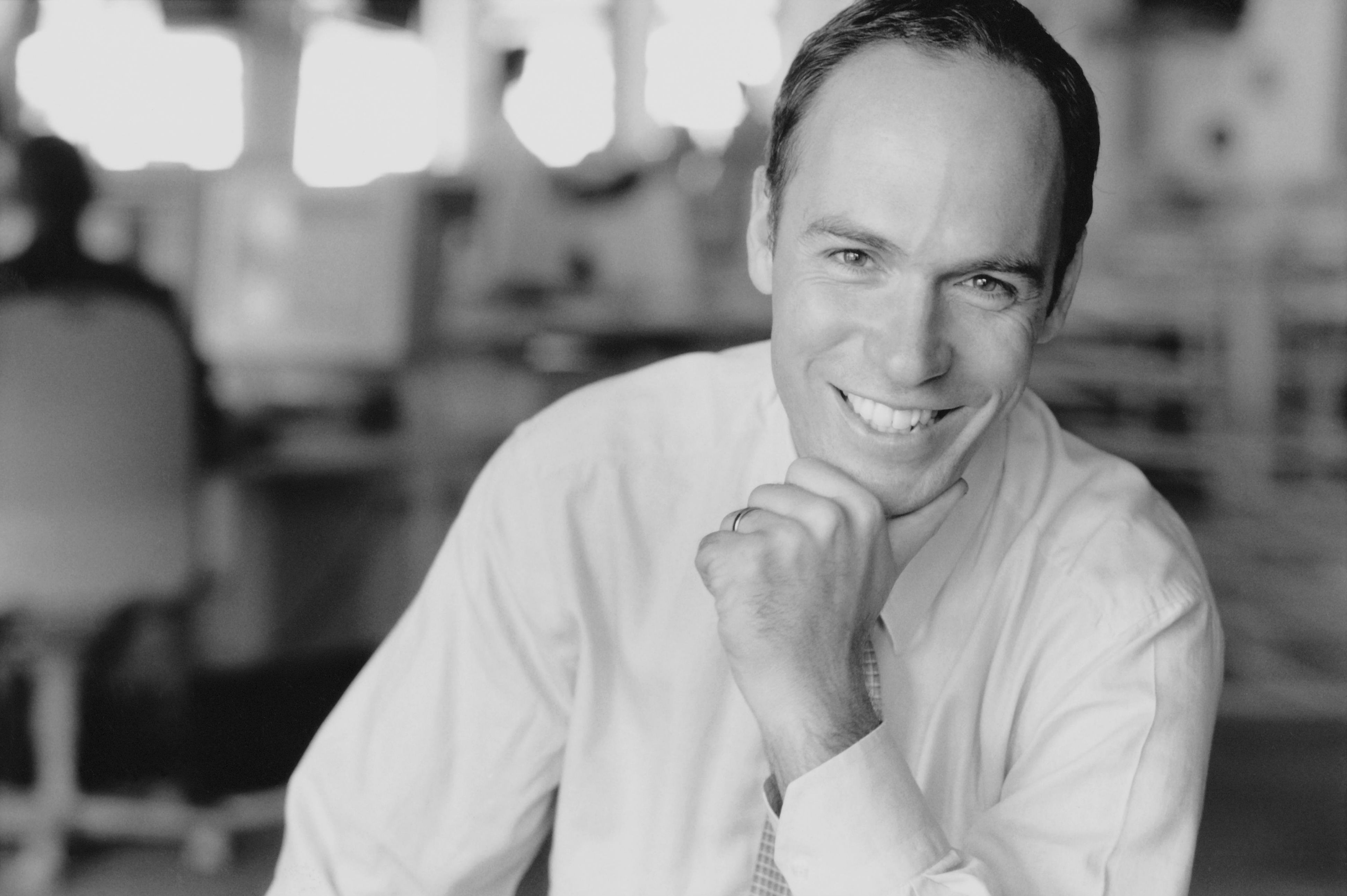
Christoph Keese (* 1964)

- Keese, Henning (* 1955), deutscher Fußballspieler
- Keese, John (1805–1856), US-amerikanischer Auktionator, Publizist und Buchverleger
- Keese, Reinhart (* 1934), Schweizerer Chemiker und Hochschullehrer
- Keese, Richard (1794–1883), US-amerikanischer Politiker
- Keesebrod, Hans (1537–1616), deutscher Baumeister
- Keeser, Eduard (1892–1956), deutscher Pharmakologe und Hochschullehrer
- Keeser, Sofie (1924–1999), deutsche Theater- und Volksschauspielerin
- Keesing, Elisabeth (1911–2003), niederländische Schriftstellerin
- Keeslar, Matt (* 1972), US-amerikanischer Schauspieler
- Keesmaat, Jennifer (* 1970), kanadische Stadtplanerin und Lokalpolitikerin
- Keeso, Jared (* 1984), kanadischer Schauspieler
- Keesom, Willem Hendrik (1876–1956), niederländischer Physiker
- Keeß, Bernhard von (1770–1800), österreichischer Offizier
- Keeß, Franz Bernhard von (1720–1795), österreichischer Jurist und Dirigent
- Keeß, Franz Georg von (1747–1799), österreichischer Jurist
- Keeß, Hans (1913–1966), deutscher Politiker (WAV), MdL Bayern
- Keeß, Jutta (* 1987), deutsche TubistinJutta Keeß (* 1987)

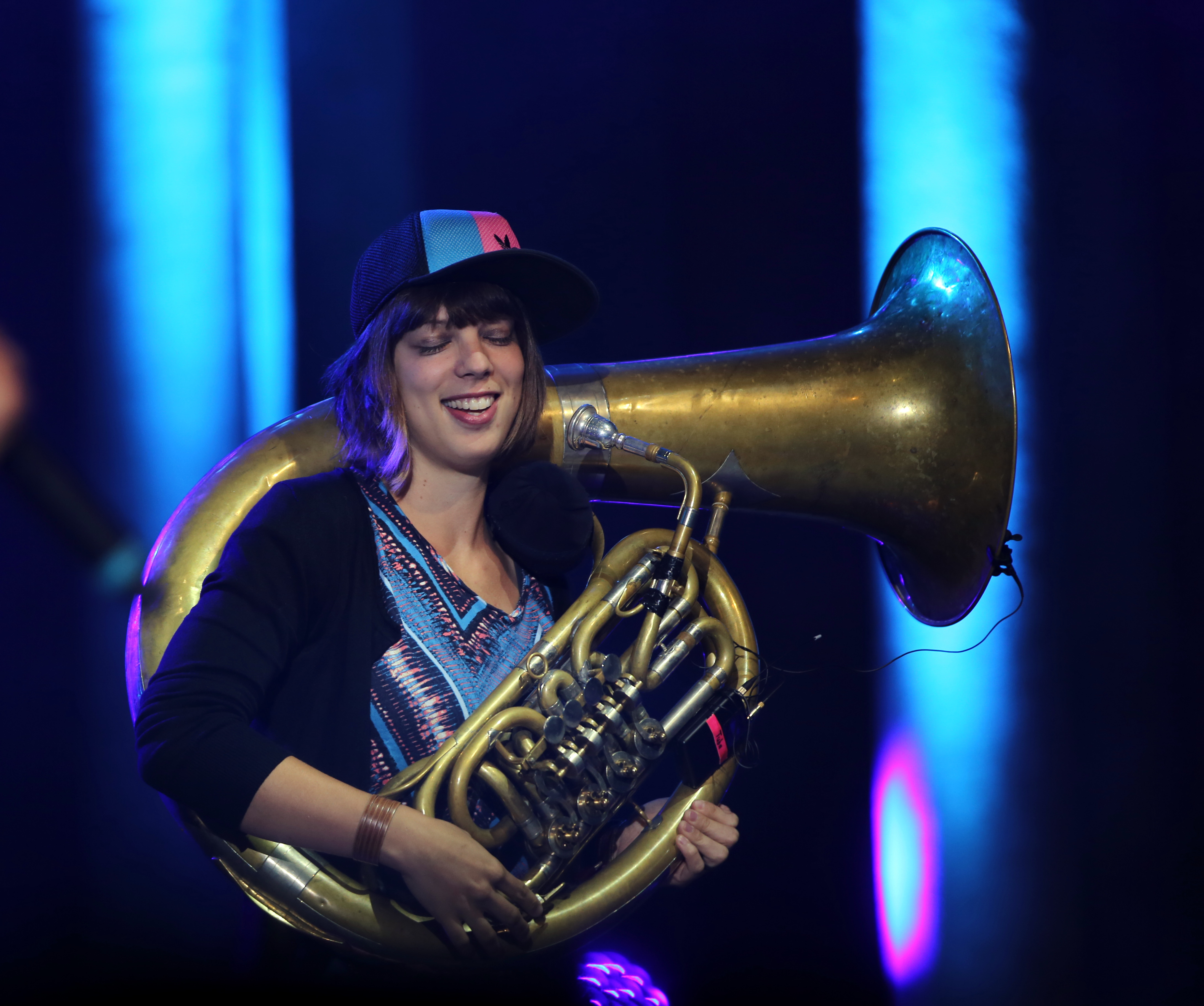
Jutta Keeß (* 1987)

- Keeß, Stephan von (1774–1840), österreichischer Erfinder, Direktor des Technischen Kabinetts in Wien und Historiker
- Keessel, Dionysius Godefridus van der (1738–1816), niederländischer Rechtswissenschaftler

### Keet
- Keetch, Sophie, britische Fantasyautorin
- Keetelaar, Hennie (1927–2002), niederländischer Wasserballspieler
- Keetels, Marloes (* 1993), niederländische Hockeyspielerin
- Keetley, Albert (1885–1946), englischer Fußballspieler
- Keetley, Albert (1930–2019), englischer Fußballspieler
- Keetman, Gunild (1904–1990), deutsche Komponistin und Musikpädagogin
- Keetman, Johann (1793–1865), deutscher Kaufmann und Bankier
- Keetman, Peter (1916–2005), deutscher Fotograf
- Keetman, Theodor (1836–1907), deutscher Unternehmer
- Keetmann, Eduard (1840–1910), deutscher Theologe, Pfarrer, Oberstudiendirektor und Schulrat
- Keeton, Haydn (1847–1921), englischer Organist, Musikpädagoge und Komponist

### Keev
- Keevash, Peter (* 1978), britischer Mathematiker
- Keeve, Erwin (* 1965), deutscher Ingenieur und Informatiker
- Keever, Trijntje (1616–1633), größte jemals vermessene Frau der WeltTrijntje Keever (1616–1633)

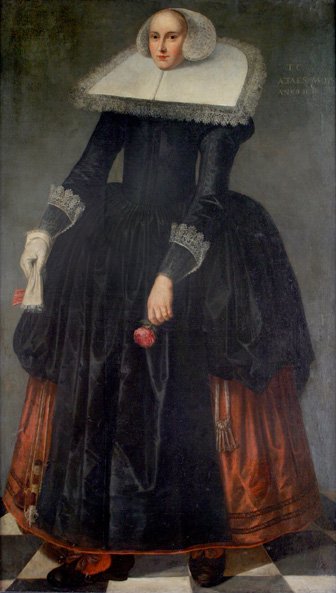
Trijntje Keever (1616–1633)

- Keevil, Gladice (1884–1959), englisch-britische Suffragette

### Keez
- Keezer, Geoffrey (* 1970), US-amerikanischer Jazzpianist und -komponist